# Чато (вулкан)
Чато (исп. Chato) или гора Чато (исп. Cerro Chato) — потухший стратовулкан на северо-западе Коста-Рики, в провинции Алахуэла, в кантоне Сан-Карлос, к юго-востоку от соседнего вулкана Ареналь. Высота — 1140 м. Вулкан заканчивается двумя вершинами Чатито и Эспина. Ширина кратера 500 м. Кальдера образовала озеро Лагуна Серро Чато. Сведения об известных извержениях отсутствуют.